# Ли Тьеу-хоанг
Ли Тьеу-хоанг (вьет. Lý Chiêu Hoàng, кит. упр. 李昭皇; личное имя — Ли Фат Ким, вьет. Lý Phật Kim, кит. упр. 李佛金; посмертное имя — Тьеу-хоанг де вьет. Chiêu Hoàng đế, кит. упр. 昭皇帝; сентябрь 1218—1278) была девятой и последней правительницей династии Ли, императрицей Дайвьета с 1224 по 1225 год. Ли Тьеу-хоанг — единственная царствовавшая императрица в истории Вьетнама и вторая вьетнамская женщина-монарх (Чынг Чак является первой женщиной-монархом и единственной царствовавшей королевой Вьетнама).

## Биография
Ли Фат Ким родилась в девятом месяце 1218 года по лунному календарю, став вторым ребёнком императора Ли Хюэ-тонга и императрицы Чан Тхи Зунг. Второе имя Ли Фат Ким было Тхьен Хинь (天 馨), криптоним Тьеу Тхань (昭 聖). У неё была старшая сестра, принцесса Тхуан Тхьен, которая родилась в 1216 году и позже вышла замуж за Чан Льеу, принца Фунгкана (вьет. Phụng Càn vương). Сама Ли Фат Ким была названа принцессой Тьеу Тхань (昭聖 公主), единственной доступной наследницей престола.
Будучи долгое время психически больным, император Ли Хюэ-тонг в конце концов решил уступить трон династии Ли наследной принцессе Ли Тьеу-хоанг в десятом месяце 1224 года по лунному календарю. Таким образом, Ли Тьеу-хоанг стала единственной в истории Вьетнама царствующей императрицей. Это решение Ли Хюэ-тонга историк Нго Ши Лиен счёл решающим фактором, приведшим к краху династии Ли, поскольку если бы император выбрал способного члена королевской семьи вместо своей молодой дочери-принцессы, подобной ситуации для династии можно было бы избежать.

### Царствующая императрица
Вступив на престол в возрасте всего шести лет, Ли Тьеу-хоанг находилась под полным влиянием командующего королевской гвардией Чан Тхы До и других членов клана Чан, которые стали захватывать власть в королевском дворе во время правления Ли Хюэ-тонга. Даже слуг царствующей императрицы выбрал Чан Тхы До, так что все доверенные слуги Ли Тьеу-хоанг были из клана Чан, такие как Чан Бат Кап, Чан Тхьем или Чан Кань, семилетний племянник Чан Тхы До. Когда Чан Кань сообщил Чан Тхы До, что царствующая императрица, похоже, питает к нему привязанность, лидер клана Чан немедленно решил использовать этот шанс, чтобы осуществить свой план по свержению династии Ли и основанию собственной династии. Сначала Чан Тхы До перевёз весь клан Чан в королевский дворец и устроил там тайный брак между Ли Тьеу-хоанг и Чан Канем, без появления какого-либо чиновника или члена королевской семьи Ли. Королевский брак состоялся в октябре или ноябре 1225 года, когда Ли Тьеу-хоанг и Чан Каню было всего по 7 лет. После этого он объявил о свершившемся факте королевскому двору и заставил Ли Тьеу-хоанг уступить трон своему новобрачному мужу по причине её неспособности занять эту должность, так что Чан Кань был выбран её преемником. Таким образом, 216-летнее правление династии Ли закончилось и новая династия Чан была основана в первый день двенадцатого лунного месяца 1225 года (31 декабря 1225 года). Единственным девизом правления царствующей императрицы было Тхиен-тьыонг хыу-дао (天 彰 有道).
После коронации Чан Каня, ныне Чан Тхай-тонга, Ли Тьеу-хоанг была понижена в звании до императрицы-супруги Тьеу Тхань (Тьеу Тхань хоанг хау) в январе 1226 года. Хотя Чан Тхыа, отец нового императора, действовал в качестве регента при королевском дворе, именно великий канцлер Чан Тхы До обладал абсолютной властью при дворе и разрешал как военные, так и гражданские вопросы страны. Всё ещё опасаясь, что недавно основанная династия Чан может быть свергнута её политическими противниками, Чан Тхы До продолжал жестокими методами уничтожать членов королевской семьи Ли. Великий канцлер приказал отцу Ли Тьеу-хоанг, Ли Хюэ-тонгу, покончить жизнь самоубийством восьмого дня десятого месяца 1226 года по лунному календарю и женился на матери Ли Тьеу-хоанг, императрице Чан Тхи Зунг, ставшей теперь принцессой Тхьен Кык. Эти действия Чан Тхы До были подвергнуты критике со стороны Нго Ши Лиена в его Полном собрании исторических записок Дайвьета как бесчеловечное решение, несмотря на то, что изначальным мотивом Чан Тхы До было усиление правления Чан Тхай-тонга. Не удовлетворившись смертью Хюэ-тонга, Чан Тхы До решил убить всех членов королевской семьи Ли в августе 1232 года во время годовщины смерти императоров Ли, проходившей в Тхайдыонге, Хоалам (ныне Намчык, Намдинь). Однако историк Нго Ши Лиен поставил под сомнение достоверность этого события, потому что в исторических записях Фан Фу Тьена не было упоминания об этом событии, а много позже Чан Ань-тонг назначил генералом члена клана Ли.

### Императрица-супруга и принцесса
Согласно Полному собранию исторических записок Дайвьета, императрица Тьеу Тхань долгое время не могла родить императору ребёнка. Эта ситуация в королевской семье беспокоила великого канцлера Чан Тхы До, потому что он использовал аналогичную ситуацию с императором Ли Хюэ-тонгом, чтобы свергнуть династию Ли. Поэтому в 1237 году Чан Тхы До решил вынудить Чана Льеу отказаться от своей жены, принцессы Тхуан Тхьен, ради императора, когда она уже три месяца была беременна Чан Куок Кхангом. После королевского брака Тхуан Тхьен стала новой императрицей династии Чан, а Тьеу Тхань была понижена в звании до принцессы. В ярости из-за потери беременной жены Чан Льеу поднял восстание против королевской семьи. Тем временем Тхай-тонг почувствовал себя неловко из-за этой ситуации и решил стать монахом на горе Йенты. В конце концов Чан Тхы До убедил Тхай-тонга вернуться на трон, и Чан Льеу сдался, решив, что он не может одержать победу своими небольшими силами. Все солдаты, участвовавшие в этом восстании, были убиты; Чан Тхы До даже хотел обезглавить Чана Льеу, но его остановил Тхай-тонг. Вьетнамские историки феодальной эпохи (Нго Ши Лиен, Фан Фу Тьен) часто критиковали решения Чан Тхы До и Чан Тхай-тонга в этой ситуации и считали их источником падения династии Чан впоследствии во время правления Чан Зу-тонга.
В 1258 году Тхай-тонг решил выдать замуж принцессу Тьеу Тхань за генерала Ле Фу Чана, потому что он сыграл важную роль в победе Дайвьета над монголами в ходе их первого вторжения. Это событие также подверглось критике в исторических книгах из-за недостатка моральных принципов в браке в период Ранней Чан. Принцесса Тьеу Тхань умерла в Зиньбанге в марте 1278 года в возрасте 61 года. От второго мужа Ле Фу Чана у неё было двое детей: маркиз Ле Тонг и принцесса Ынг Тхюи Ле Кхюэ.

## Наследие
Из-за её роли в крахе династии Ли (как признавали в то время люди) Ли Тьеу-хоанг не почитали вместе с её предками и восемью предыдущими императорами династии Ли в храме Ли Бат Де в Бакнине. Табличка её предков была помещена лишь в соседнем святилище, которое было меньше главного храма. С начала 2009 года это святилище подвергли капитальной реставрации по случаю тысячелетия Ханоя, основанного династией Ли. Эта реставрация подверглась критике со стороны некоторых местных жителей, потому что почти все архитектурные элементы святилища были снесены и полностью восстановлены, хотя святилище уже было признано национальной исторической реликвией Вьетнама. Реагируя на критику, ответственный за эту реконструкцию чиновник заявил, что храм не был таким древним, как думали другие, и что им пришлось отстраивать его с фундамента, потому что святилище было в очень плохом состоянии и нуждалось в реконструкции.

## Комментарии
1. ↑  Полное собрание исторических записок Дайвьета не указывает точную дату свадьбы, но это событие датируется периодом с октября по конец ноября 1225 года[3].
2. ↑  Ли Тьеу-хоанг и Чан Кань родились в 1218 году[9].